# Politique monétaire
La politique monétaire est la politique publique menée par l'autorité monétaire (en général, la banque centrale). Elle a souvent vocation à assurer la stabilité des prix, le plein-emploi ou encore la stabilité du taux de change.
La politique monétaire exploite un certain nombre de canaux de transmission tels que le taux d'intérêt, le taux de change ou les valeurs boursières. Elle se distingue de la politique budgétaire. Ces deux politiques interagissent et forment ensemble le policy-mix. Depuis le début de la crise économique de 2008, les banques centrales ont de plus en plus recours à des politiques monétaires non conventionnelles.

## Concept

### Objectifs
La banque centrale dispose généralement d'un mandat qui lui sert de feuille de route et fixe ses objectifs. Les banques centrales ont généralement cherché à atteindre un équilibre entre la croissance, la stabilité des prix, et l'équilibre extérieur (triangle keynésien), ou à maximiser les possibilités du carré magique de Kaldor (croissance, stabilité des prix, plein-emploi et équilibre extérieur). 
Les mandats des banques centrales diffèrent toutefois selon la volonté des constituants, législateurs, ou des banquiers centraux eux-mêmes. Ainsi, le mandat de la Réserve fédérale des États-Unis lui donne pour mission d'assurer la stabilité des prix comme la croissance. Le mandat de la Banque centrale européenne hiérarchise l'objectif principal, à savoir la stabilité des prix, et l'objectif secondaire de la croissance. La différence d'objectifs entre les banques centrales dépend en grande partie de conception doctrinales ou théoriques différentes. 
Les pays à dominance monétaire sont ceux où l'objectif principal ou unique de la banque centrale est de favoriser la stabilité des prix. Ils s'opposent aux pays à dominance budgétaire, où la politique de la banque centrale est soumise à l'exigence, pour cette dernière, d'assurer la solvabilité de l’État.

### Indicateurs
Une banque centrale peut avoir des objectifs finaux et des objectifs intermédiaires. La politique monétaire ne peut viser directement les objectifs finaux, car ils relèvent de grands agrégats sur lesquels la banque centrale n'a que peu de prise. Les objectifs intermédiaires, comme le niveau des prix ou du taux de change, sont donc des cibles intermédiaires que les banques centrales surveillent.
Les indicateurs avancés sont des variables économiques qui fournissent à la banque centrale de l'information sur l'état de l'économie (typiquement : les pressions ou les anticipations inflationnistes ou bien l'orientation effective de la politique monétaire, le degré de son caractère expansif ou restrictif).

## Types de politique monétaire

### Politique monétaire conventionnelle
La politique monétaire conventionnelle est l'ensemble des mesures de politique monétaire qui sont permises par les outils dont la banque centrale dispose par défaut. Elle passe notamment par la manipulation des taux directeurs.

### Politique monétaire non conventionnelle
La politique monétaire non conventionnelle renvoie à tous les outils que les banques centrales peuvent manier dans des circonstances où les outils traditionnels ne fonctionnent plus. La politique monétaire conventionnelle se basant principalement sur la manipulation des taux d'intérêt (via les techniques de marché), dès lors que les taux ont atteint le taux plancher zéro, elles doivent recourir à ces politiques.

## Opérations de politique monétaire

### Ciblage du taux de change
La politique monétaire peut avoir pour objectif de maintenir le taux de change de la monnaie nationale avec une monnaie ou un panier de monnaies. La fixité des taux de change peut être obtenue par la banque centrale en vendant ou en achetant des devises au jour le jour pour atteindre le taux objectif. D'une certaine manière, la banque centrale renonce à l'indépendance de sa politique monétaire : elle est soumise au triangle des incompatibilités. La Chine, par exemple, a adopté une politique de maintien de la fixité des changes avec un panier de monnaies.
L'étalon-or, qui consiste à maintenir la parité de la monnaie avec l'or constante, peut être considéré comme un cas particulier de fixité des taux de change. Il n'est plus utilisé par aucun pays depuis 1976.
Le « currency board » est un autre cas particulier de la fixité des taux de change. Dans ce cas extrême, la banque centrale adosse totalement sa monnaie sur une autre monnaie, généralement le dollar ou une autre monnaie considérée comme stable. La banque centrale conserve une unité de la monnaie d'ancrage pour chaque unité de monnaie nationale en circulation : elle ne dispose plus d'aucune latitude pour mener une politique adaptée aux besoins de l'économie nationale. Cette solution permet d'«importer» la crédibilité de la monnaie étrangère : les currency board sont souvent mis en place à la suite d'épisodes d'hyperinflation. Actuellement, Hong Kong et la Bulgarie fonctionnent sous ce régime. L'Argentine a abandonné cette politique à la suite d'une crise monétaire en 2002.

### Ciblage de la croissance des agrégats monétaires
À la suite du développement du monétarisme dans les années 1970, certains pays ont adopté une politique monétaire basée sur un ciblage de la croissance des agrégats monétaires. La masse monétaire doit croître au même rythme que le produit national pour que l'inflation demeure stable.
Cette politique a été adoptée par Paul Volcker aux États-Unis au début de son mandat, puis a été rapidement abandonnée. Elle est aujourd'hui rarement mise en œuvre, car elle implique une très grande volatilité des taux d'intérêt et parce que le lien entre masse monétaire et inflations s'est distendu.

### Ciblage d'inflation
Le ciblage d'inflation est une politique visant à maintenir l'inflation proche d'une cible quantitative exprimée en pourcentage. Le ciblage d'inflation ne passe ainsi pas par un objectif intermédiaire, tel que le ciblage de la masse monétaire. La banque centrale définit une cible numérique (par exemple, 2 %), une zone d'indifférence (par exemple entre 1 % et 3 %) ou encore une cible entourée d'une certaine marge de fluctuation (par exemple 2 % à ±1 %). 

### Accroissement des devises
Une politique monétaire peut enfin viser à l'accroissement des réserves de change du pays. Une économie qui serait en excédent commercial et qui craindrait une appréciation de sa monnaie (phénomène de la maladie hollandaise) peut échanger des devises nationales contre des devises étrangères afin d'éviter une appréciation de sa devise nationale. Cela a conduit à des situations telles que la sterling trap et la dollar trap.

## Canaux de transmission
Les politiques monétaire conventionnelles et non conventionnelles ont des effets sur l'économie grâce à des canaux de transmission. Ces canaux sont liés aux taux d'intérêt, aux conditions du crédit, aux marchés d'actions, aux taux de change et aux anticipations.

### Canal du taux d'intérêt
Le canal du taux d'intérêt est tel qu'une augmentation de l'offre de monnaie de la banque centrale provoque une baisse du taux d'intérêt. Cela provoque, à court terme, une hausse des investissements, ainsi qu'une conversion des titres financiers peu rémunérateurs en monnaie, qui se trouve consommée dans des biens et services.

### Canal du crédit
Le canal du crédit est tel qu'une augmentation de l'offre de monnaie de la banque centrale provoque une baisse du taux d'intérêt. Cela incite les banques à prêter à un taux d'intérêt plus faible. A contrario, si le taux d'intérêt augmente, les banques répercutent cette hausse dans leur coût de financement sur les prêts qu'elles accordent au client. Ce canal peut toutefois être enrayé lorsque les banques s'ajustent par la quantité plutôt que par le taux : elles prêtent au même taux qu'avant, mais elles prêtent moins.

### Canal financier
Le canal financier, ou canal du prix des actifs, est celui par lequel la politique monétaire influe sur le niveau des prix sur les marchés financiers. Une baisse du taux d'intérêt provoque une hausse de la valeur des actions, car les agents économiques refusent d'acheter les nouveaux titres financiers émis dont le taux d'intérêt vient de baisser en réponse à la politique monétaire, et se déportent sur des anciens actifs financiers.

### Canal du taux de change
Le canal du taux de change, ou canal externe, est celui qui affecte la valeur de la devise sur les marchés de change internationaux. Une baisse du taux d'intérêt réduit la rémunération des actifs placés dans le pays en question, ce qui incite les investisseurs internationaux à retirer leurs placements du pays pour se rendre dans un pays où la rémunération est plus élevée. La dépréciation de la monnaie qui s'ensuit provoque un accroissement de compétitivité pour le pays, et dans le même temps un renchérissement de ses importations.

### Canal des anticipations
Le canal des anticipations, ou forward guidance, est le canal qui mobilise les anticipations des agents afin de modifier leurs comportements. En assurant les marchés qu'elle va pratiquer une politique de taux faible pendant plusieurs années, la banque centrale permet un aplatissement de la courbe des taux.

## Historique

### Politiques monétaires anciennes
Les premières banques centrales naissent à la fin du XVIIe siècle. Elles agissent dès lors comme des prêteurs en dernier ressort pour le système bancaire de leur pays. Des controverses sur les politiques monétaires à adopter émergent dès le XIXe siècle. La currency school, dirigée par David Ricardo, qui prône un contrôle de la création monétaire par la banque centrale afin que la masse monétaire soit égale ou inférieure à la quantité d’or qu’elle détient pour empêcher l’inflation. La monnaie serait alors constamment adossée à un actif physique qu'est l'or. Cette école affronte la banking school, qui prône une liberté de la création monétaire et des banques, qui, selon ses partisans, répond adéquatement aux besoins des agents économiques.

### Politiques monétaires modernes
La conférence de Bretton Woods est l'occasion pour la communauté internationale de redéfinir des politiques monétaires plus ou moins partagées. Jusqu'aux années 1970, le système monétaire international se fonde sur des taux de change fixes par rapport au dollar des États-Unis, qui s'engagent à assurer la convertibilité de leur monnaie en or. 
À partir du premier choc pétrolier (1973), l'explosion du système monétaire et financier mondial a une conséquence principale : le point d’ancrage nominal de la politique monétaire devient la stabilité des prix. La politique dominante devient le monétarisme, basé notamment sur les écrits de Milton Friedman. Les pratiques issues du monétarisme, comme le ciblage de la masse monétaire, sont abandonnées au tournant des années 1990 du fait de leur inefficacité, et les banques centrales mettent en place le ciblage d'inflation.  

### Politiques monétaires contemporaines
Les politiques monétaires contemporaines sont marquées par un policy-mix entre les politiques conventionnelles et non conventionnelles. La crise économique mondiale de 2008 a incité les banques centrales, notamment dans les pays développés, à mettre en œuvre des politiques monétaires non conventionnelles nouvelles, ou qui avaient été utilisées de manière marginale jusqu'alors.

## Limites et débats

### Bulles d'actifs
Les effets pervers des politiques monétaires font l'objet de débats au sein de la profession économique. Certaines études tendent à montrer que la politique monétaire peut avoir des effets très positifs comme très négatifs sur la croissance. Des critiques ciblent notamment les effets des politiques monétaires expansionnistes. Elles mentionnent notamment que ces politiques ont contribué, entre autres, à la hausse importante des prix de l’immobilier.

### Contrôle de l'offre de monnaie
Si les banques centrales modernes visent un taux d'inflation bas mais non nul, c'est qu'elles ne peuvent que limiter l'offre de monnaie, et non augmenter l'offre de monnaie quand elle a atteint le niveau minimum.
Les consommateurs et les entreprises demandent des prêts à leurs banques, qui elles-mêmes doivent demander de la monnaie à la banque centrale pour respecter les exigences réglementaires en termes de réserve. La banque centrale a les moyens de limiter la quantité de monnaie nouvelle, et de la rendre plus chère en augmentant son taux directeur, et ainsi elle peut limiter l'offre de prêts par les banques. Elle peut rendre cette contrainte plus ou moins forte en jouant sur le niveau de taux et l'émission de monnaie, mais le mieux qu'elle puisse faire c'est de réduire cette contrainte à zéro en offrant gratuitement autant de monnaie que demandée. Si elle essaie d'offrir plus de monnaie qu'il n'est demandé, même en payant ses emprunteurs (en appliquant un taux d'intérêt négatif), elle ne fera qu'ouvrir une possibilité de s'enrichir à ses dépens et en toute sécurité en thésaurisant.
Cette situation est décrite par l'expression « pousser sur la corde », ce qui n'a aucun effet. La contrainte que peut appliquer la banque centrale n'est pas active et elle ne peut rien diriger. Aussi pour garder leur pouvoir monétaire les banques centrales doivent maintenir leur contrainte active.

### Effet sur les inégalités
Certaines critiquent soulignent que les politiques expansionnistes ont mené à une hausse des inégalités de richesse en encourageant une hausse des prix des actifs.

### Absence de contrôle de l'inflation
Le rôle des politiques monétaires dans les épisodes inflationnistes fait l'objet de débats. Cela a par exemple été le cas au sujet de l'inflation en 2021-2022, qui serait en partie lié aux programmes d'assouplissement quantitatif.

### Absence d'impact structurel
Certains auteurs soutiennent que les politiques monétaires perdent leur utilité lors des situations de trappe à liquidité ; aussi, du fait des contraintes qui pèsent sur les dépenses publiques, elles ne peuvent augmenter de manière suffisante pour relancer l'économie. Dès lors, seules des réformes structurelles et un meilleur partage de la valeur ajoutée permettraient de débloquer des situations d'équilibre de sous-emploi.